# Teylers Stichting

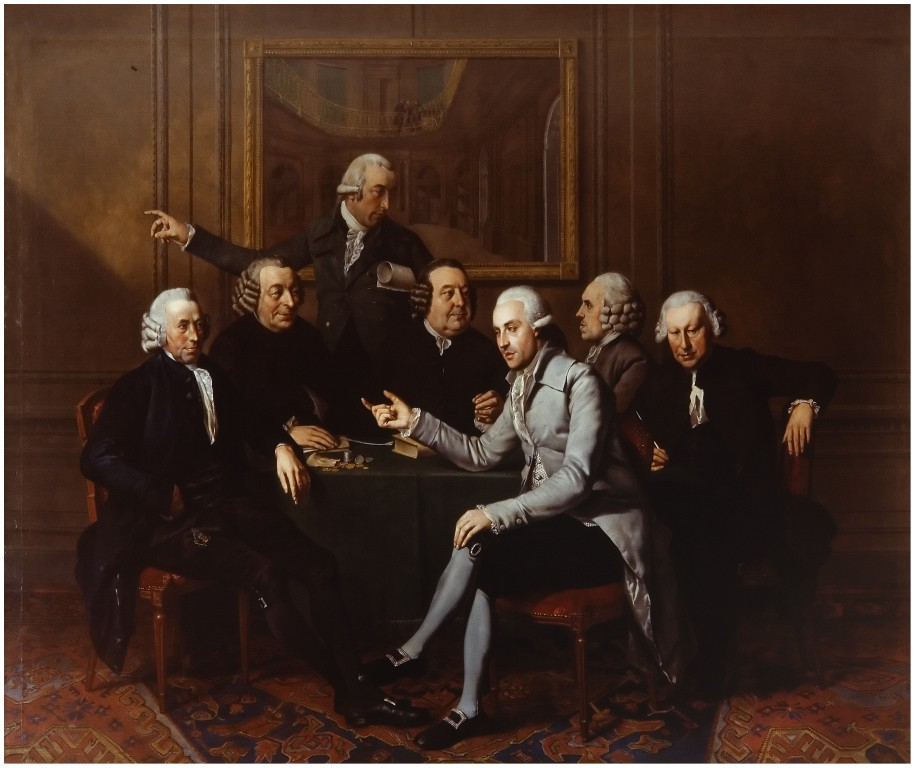
Wybrand Hendriks, Gruppenbildnis des ersten Vorstands der Teylers Stiftung mit ihrem Sekretär und ihrem Architekt Leendert Viervant, 1786, Öl auf Leinwand; 311 × 258 cm; links nach rechts: Willem van der Vlugt Sr., Antoni Kuits, Gerard Hugaart, Adriaan van Zeebergh, Jan Herdingh und Koenraad Hovens, Sekretär zum Vorstand. Der Architect Leendert Viervant der Jungere steht dahinter.

Die Teylers Stichting (deutsch: Teylers Stiftung) ist eine niederländische Stiftung für soziale und wissenschaftliche Zwecke. 

## Geschichte
Gegründet wurde die Stiftung mit dem Erbe des Haarlemmer Tuch- und Seidenhändlers, Bankiers und Philanthropen Pieter Teyler van der Hulst im 18. Jahrhundert. Der Auftrag war „ter ondersteuning van behoeftigen en ter aanmoediging van godsdienst, wetenschap en kunst“ (deutsch: „zur Unterstützung der Bedürftigen und zur Förderung der Religion, Wissenschaft und Kunst“). Als Teyler van der Hulst im Jahr 1778 starb, war er ohne Kinder oder enge Familie. Er bestimmte in seinem letzten Willen wie das Erbe verwendet werden sollte. Er hinterließ Geld für verschiedene Personen, der Kirche und auch für die genannten gemeinnützigen Zwecke. Angebliche Familienmitglieder haben behauptet, dass das Testament von Teyler nur 100 Jahre gelten sollte und das verbliebene Geld an die Familienmitglieder zurückfallen sollte. Derartige Ansprüchen wurden von keinem Gericht anerkannt. Die Stiftung wurde gegründet von fünf Freunden von Teyler, die seine Testamentsvollstrecker und auch die ersten Direktoren (Vorstandsmitglieder) der Stiftung waren.

## Steuer und Werke
Die Stiftung wird geleitet durch einen Vorstand mit fünf Direktoren, die durch die übrigen Vorstandsmitglieder ernannt werden. Die ersten fünf Direktoren waren Teylers Freunde: 
- Jacobus Barnaart (1778–1780; in 1780 nach seinem Tod ersetzt durch Adriaan van Zeebergh (1780–1824))
- Isaac Brand (1778–1782)
- Gerard Hugaart (1778–1791)
- Antoni Kuits (1778–1807)
- Willem van der Vlugt Senior (1778–1807)

Die Direktoren trafen sich in der Grote Herenkamer (Großes Herrenzimmer) im Teylers Fundatiehuis (Stiftungshaus), ein Zimmer neben dem ovalen Raum des Teylers Museums. Die heutigen Direktoren sind: 
- J.R. Beets-Hehewerth
- J.J. van Es
- J.E. Trip (Schatzmeister)
- R.A.M. van Voorst van Beest-Gunst, Sekretär
- C.G.A. van Wijk, Vorsitzender

Die Stiftung war verantwortlich für das Teylers Museum, das Teylers Hofje (Teylers Armenhaus) und den beiden Gesellschaften Teylers Eerste Genootschap (Teylers Erste Gesellschaft), die sich auf theologische Fragen konzentriert und Teylers Tweede Genootschap (Teylers Zweite Gesellschaft), die sich mit wissenschaftlichen Fragen beschäftigt. Die Stiftung ist auch verantwortlich für den Teylers Lehrstuhl an der Universität Leiden. 
Die Führung des Museums wurde einem Kastelein und später dem Museumsdirektor überlassen (nicht zu verwechseln mit den Stiftungsdirektoren). 1981 wurde die Leitung des Museums an eine separate Stiftung (Stichting tot Beheer en Instandhouding van Teylers Museum, Stiftung zu Leitung und Erhaltung des Teylers Museums) entsprechend einer Forderung der Nationalbehörde, übergeben. Die Behörde erkannte dann das Museum als Museum von nationaler Bedeutung an und konnte es demnach subventionieren. Teylers Stichting ernennt zwei der sechs Aufsichtsratsmitglieder der neuen Stiftung. Der Teylers Stichting gehören auch die Gebäude. Wie schon im Testament bestimmt, hat die Teylers Stichting ihren Sitz im Fundatiehuis.

## Archiv
Das komplette Archiv der Stichting ist noch intakt und verfügbar. Die frühen Jahre (1778–1827) im Archiv wurden digitalisiert und sind online verfügbar auf der Website des Museums. Dazu gehören die Sitzungsprotokolle des Vorstands und die Quittungen von Materialien und Museumsstücke die gekauft wurden. Aus diesen Belegen kann man die Tätigkeit der Teylers Stichting in der Vergangenheit rekonstruieren. 